# Lawrence Uwelur
Lawrence Larry Uwelur (ur. 11 kwietnia 1975) – mikronezyjski zapaśnik walczący w oby stylach. Zajął 41 miejsce na mistrzostwach świata w 2007. Zdobył trzy medale na igrzyskach Pacyfiku, w tym srebrny w 2007. Brązowy medalista igrzysk mikronezyjskich w 2006. Drugi na miniigrzyskach Pacyfiku w 2005. Dziesięciokrotnie na podium mistrzostw Oceanii w latach 2001 – 2012 roku.
Reprezentował stan Yap.
Prezydent zapaśniczej federacji Mikronezji.